# 사물함

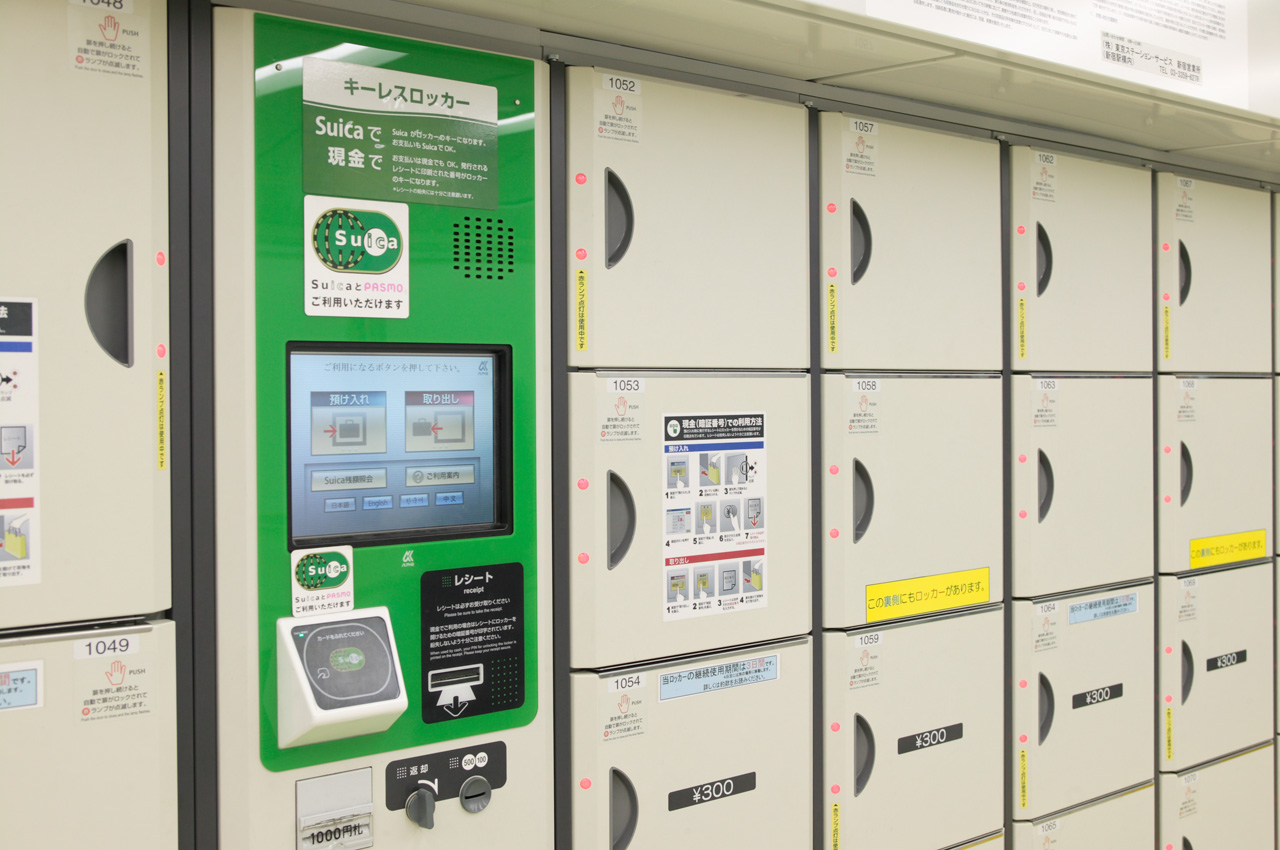
사물함

사물함(私物函) 또는 로커(locker)는 물품을 넣어 보관하는 칸 또는 상자(compartment)로 군대, 학교, 백화점, 지하철, 수영장 등에서 많이 볼 수 있다.

## 일반적인 목적 및 특징
사물함은 일반적으로 매우 좁으며 높이와 층 배열이 다양하다. 비표준 크기가 때때로 발견되더라도 너비와 깊이는 일반적으로 표준 측정을 따르다. 사물함이 있는 공공 장소에는 학교와 같이 사물함이 많은 경우가 많다. 일반적으로 페인트 판금으로 만들어진다.
일반적으로 다른 유형의 캐비닛, 찬장 또는 보관 용기와 구별되는 특징은 다음과 같다.
- 일반적으로 자물쇠 또는 최소한 자물쇠 기능(때때로 둘 다)이 장착되어 있다.
- 일반적으로 공공 장소에서 사용하도록 고안되었으며 의류 또는 기타 개인 물품을 보관하기 위해 개인이 단기 또는 장기간 개인적으로 사용하도록 고안되었다. 사용자는 사물함을 일회 사용하거나 반복 사용을 위해 일정 기간 동안 대여할 수 있다. 일부 사물함은 개인 물품을 안전하게 보관해야 하는 특정 활동에 참여하는 사람들에게 무료 서비스로 제공된다.

사물함은 일반적으로 물리적으로 나란히 결합되며 일반적으로 강철로 만들어지지만 목재, 라미네이트 및 플라스틱도 때때로 발견된다. 함께 쌓인 강철 사물함은 측벽을 공유하며 완전한 사물함으로 시작하여 구성된다. 그런 다음 바닥, 지붕, 후면 벽, 문 및 단 하나의 추가 측벽을 구성하여 추가 사물함을 추가할 수 있다. 이전 사물함의 기존 측벽은 새 사물함의 다른 측벽 역할을 한다. 사물함의 벽, 바닥 및 지붕은 함께 리벳으로 고정되거나(보다 전통적인 방법), 최근에는 함께 용접된 경우도 있다.
사물함 문에는 일반적으로 청결을 유지하기 위해 공기 흐름을 제공하기 위한 일종의 환기 장치가 있다. 이러한 통풍구는 일반적으로 문 상단과 하단에 일련의 수평 각진 칸막이 형태를 취하지만 때로는 문 위아래로 이어지는 작은 정사각형 또는 직사각형 구멍이 평행하게 줄지어 있는 경우도 있다. 측면 또는 후면 벽에도 유사한 환기 장치가 있을 수 있지만 흔하지는 않다.
사물함의 도어는 일반적으로 내부 표면에 용접된 금속판 형태로 도어 내부에 수직으로 고정된 도어 보강재를 가지고 있으며 바깥쪽으로 1인치도 돌출되어 있어 도어의 견고성을 높이고 도어가 강제로 열리기 더 어렵게 만든다.
사물함은 파일 캐비닛, 문구 캐비닛(때때로 사물함으로 잘못 지칭됨), 강철 선반 및 강판으로 만든 기타 제품을 생산하는 동일한 회사에서 제조되는 경우가 많다.